# Herbie
Herbie is de naam van een Volkswagen Kever die de hoofdrol speelt in een reeks Disneyfilms. In deze films heeft Herbie zijn eigen wil en gevoel, en heeft hij kenmerkende eigenschappen zoals zijn rijvaardigheid. Herbie kenmerkt zich door de rood-wit-blauwe streep die over de auto loopt en nummer 53 dat op de voorkant en deuren staat.
De films zijn gebaseerd op het boek "Car-Boy-Girl" van Gordon Buford. Er zijn in totaal vijf films verschenen van Herbie. The Love Bug was de eerste film en verscheen in 1968. De laatste film is Herbie: Fully Loaded en verscheen in 2005 met een verschil van 25 jaar tussen de vorige film. In 1982 verscheen er een serie van vijf afleveringen, van telkens een uur. In 1997 verscheen de televisiefilm The Love Bug.

## Filmografie

### Films
- The Love Bug (1968)
- Herbie Rides Again (1974)
- Herbie Goes to Monte Carlo (1977)
- Herbie Goes Bananas (1980)
- Herbie: Fully Loaded (2005)

### Televisiefilm
- The Love Bug (1997)

### Serie
- Herbie, the Love Bug (1972)

Herbie is ook een korte 16mm-film in zwart-wit uit 1966 geregisseerd door George Lucas en Paul Golding.